# Hans Georg Pflüger
Hans Georg Pflüger (* 26. August 1944 in Schwäbisch Gmünd; † 9. März 1999 in Bietigheim-Bissingen) war ein deutscher Komponist.

## Leben
Er studierte Komposition bei Henk Badings und Wolfgang Fortner sowie Orgel bei Karl Richter und Fernando Germani (als Stipendiat der italienischen Regierung).
Außerdem studierte er Liedgestaltung bei Hubert Giesen, Dirigieren bei Otmar Suitner sowie Musikwissenschaft, Philosophie und Kunstgeschichte. Ab 1950 lebte er in Bietigheim-Bissingen. 1961 war er Preisträger beim Klavierwettbewerb des Deutschen Tonkünstlerverbandes.
1977 erhielt er den Rompreis „Villa Massimo“.
Er starb am 9. März 1999 in Bietigheim.
Pflügers kompositorisches Werk umfasst alle wichtigen musikalischen Gattungen wie Oper, Ballett, Oratorium, Orchesterwerke, Chorwerke, Kammermusik und Liedvertonungen.
Pflüger war ein Schwager des deutschen Psychologen Hans Hopf.

## Werkverzeichnis (Auswahl)
- Liederzyklen Lazarus (Heine) und Fragmente (Hölderlin) (UA: Siegmund Nimsgern/Bruce Abel/Pflüger)
- Streichquartett (UA: Melos Quartett)
- Metamorphosen für Violine, Klavier, 13 Bläser und Schlagzeug (UA:Schall/Davies/Deutsche Bläsersolisten)
- Stimmen (Paul Celan) für 36-stimmigen Chor und Schlagzeug (UA:Südfunk-Chor)
- Konzert für Horn und Orchester (UA: Hermann Baumann, Stuttgarter Philharmoniker – Hans Zanotelli)
- Strahlende Pforte für Orchester (UA Stuttgarter Philharmoniker – Hauschild)
- Konzert für Violine, Cello und Orchester (UA: Saschko Gawriloff/Siegfried Palm, RSO Stuttgart – Albert)
- AMA-DEUS für Bläsernonett (UA: Consortium Classicum)
- Konzert für Klavier und Orchester (UA: Oppitz, Badische Staatskapelle – Neuhold)
- Balance für Klavierquintett, Ballettmusik zu „Black Angels“ (UA Zanella/Staatstheater Stuttgart und Wiener Staatsoper)
- Oper Die Perle (Küfer) (UA: Ludwigsburger Schloßfestspiele)
- Requiem MEMENTO MORI für Bariton, Chor und Orchester (UA: Siegmund Nimsgern, Capella Cracoviensis – Bader)
- Jiddisch Cholläm für Oboe, Klarinette, Fagott, Horn und Streichquartett (UA: Consortium Classicum)
- „Eisig ist die Welt außen“ (Sellin) für Tenor, Horn, Schlagzeug und Streicher (UA: Weller, Joy, Deutsche Kammerakademie – Goritzki)
- Todesfuge (Celan) für Bariton, Violine, Klavier und Schlagzeug (UA: Bruce Abel, Schall, Pflüger, Abel)
- Patchwork für Schlagzeug und Streicher (UA: Stuttgarter Kammerorchester – Davies)
- Capriccio für Orchester, 1985 (UA: Sinfonieorchester der Stadt Ludwigsburg – Siegfried Bauer)

## CDs (Auswahl)

### Hans Georg Pflüger – Kompositionen
- Metamorphosen(1988), Joachim Schall (Violine), Dennis Russell Davies (Klavier), Deutsche Bläsersolisten
- Streichquartett(1984), Melos-Quartett
- Rhapsodie für Violine, Horn und Klavier (1983), Saschko Gawriloff (Violine), Marie-Luise Neunecker (Horn), Klaus Hellwig (Klavier)
- Stimmen von Paul Celan (1981) für Soli, 36stimm.gem. Chor, Schlagzeug und Klavier, Südfunk-Chor (Helmut Franz)
- Impeto für Horn und Klavier (1986), Hermann Baumann (Horn), Leonard Hokanson (Klavier)
- Friktionen für Streichsextett (1974), Streichsextett Johannes Goritzki
- Konzert für Horn und Orchester (1983), Hermann Baumann (Horn), Stuttgarter Philharmoniker Dirigent Hans Zanotelli

### Hans Georg Pflüger – Liederzyklen
- Lazarus(Heine) – Von dir und mir (Theobaldy), Siegmund Nimsgern (Bariton) – Hans Georg Pflüger (Klavier)
- Fragmente(Hölderlin), Bruce Abel (Bariton) – Hans Georg Pflüger (Klavier)
- Der Geier (Beckett), Bruce Abel (Bariton) – Wolfgang Rösch (Violine)
- Quartär (Benn), John Bröcheler (Bariton) – Ed Gerits (Klavier)

### Hans Georg Pflüger – Bearbeitungen
- Stille Nacht (1976): Deutsche Weihnachtslieder, Bruce Abel (Bariton), Annette Biswenger (Mezzosopran) e.a., Motettenchor Stuttgart Dirigent Günter Graulich. Carus 83.132